# Piliocolobus foai
Piliocolobus foai är en primat i släktet röda guerezor som förekommer i östra Kongo-Kinshasa. Populationen listades tidigare som underart till Piliocolobus badius.
Populationerna har varierande pälsfärg. Enhetlig för alla är mörka händer och fötter, en rödbrun hjässa, ett svartbrunt band som ögonbryn och ljusa kinder med mörka punkter. En population har mörka gråbruna till svarta bakre extremiteter och rödbruna armar. Den kännetecknas dessutom av en röd strupe och en ljusgrå undersida. Hos andra populationer är buken vit.
Arten har två från varandra skilda populationer i östra Kongo-Kinshasa varav en vid Tanganyikasjön. Den lever i kulliga områden och i bergstrakter mellan 900 och 2300 meter över havet. Individerna vistas i städsegröna skogar och galleriskogar.
Beståndet hotas av jakt, av bränder och av landskapsförändringar. I regionen pågår även militäroperationer. Delar av utbredningsområdet är skyddszon. IUCN listar arten som starkt hotad (EN).